# Тудоровський Олександр Ілларіонович
Олекса́ндр Іларіо́нович Тудоро́вський (12 (24) серпня, 1875, Булахів, Остерський повіт, Чернігівська губернія, Російська імперія — 25 вересня 1963, Ленінград, РРФСР, СРСР) — російський і радянський фізик, визначний фахівець в галузі теорії й розрахунку оптичних приладів і систем. Лауреат двох Сталінських премій третього ступеня.

## Життєпис
Народився 12 (24) серпня 1875 року в селі Булахів Остерського повіту Чернігівської губернії (тепер Козелецький район, Чернігівська область) у сім'ї техніка-землеміра.
Після закінчення 1893 року із золотою медаллю Чернігівської гімназії вступив на математичне відділення фізико-математичного факультету Петербурзького університету. Від 1897 року, після закінчення університету, працював статистиком з історії зовнішньої торгівлі Росії за 100 років у статистичному відділенні Департаменту митних зборів Міністерства фінансів. Від 1898 до 1902 року викладав фізику і математику в середніх навчальних закладах Санкт-Петербурга. Від моменту відкриття 1902 року Санкт-Петербурзького політехнічного університету і до 1919 року викладав у ньому фізику й теоретичну механіку. У 1904, 1905 і 1908 роках був відряджений інститутом для наукових занять в університетах Німеччини (Гіссен, Геттінген, Мюнхен). Від 1908 до 1913 року О. І. Тудоровський читав курси фізики й суміжних дисциплін в офіцерських класах Артилерійського училища. У ці ж роки серйозно зацікавився оптикою, перш за все, спостережними приладами і артилерійськими прицілами, які після війни з Японією стали все більш затребуваними в армії і тому вивчалися в артилерійському училищі.
1916 року О. І. Тудоровський організував оптотехнічну лабораторію й обчислювальне бюро при Імператорському фарфоровому заводі, на скляному відділенні якого з ініціативи професора Петроградського університету Д. С. Рождественського почалися спроби виробництва відсутнього в країні оптичного скла, необхідного для створення оптичних приладів. 1918 року оптотехнічна лабораторія (пізніше перетворена у відділ) і обчислювальне бюро увійшли до організованого Д. С. Рождественським Державного оптичного інституту (ДОІ). О. І. Тудоровський очолював бюро і відділ до 1933 року, потім оптико-обчислювальний відділ інституту. Роботу в ДОІ поєднував з викладацькою діяльністю: від 1919 до 1929 року — викладач і доцент фізичного факультету Ленінградського університету, читав лекції з курсів геометричної та прикладної оптики, кристалооптики і теоретичної механіки, керував семінарами з теоретичної механіки, електромагнітної теорії світла і математики. У 1921—1924 роках читав лекції з курсу «Електрика і магнетизм» і завідував фізичною лабораторією у Військово-інженерній академії РСЧА в Петрограді. У 1930—1931 роках прочитав курс загальної теорії оптичних приладів у Військово-технічній академії РСЧА в Ленінграді. Від 1920 до 1930 року був консультантом оптико-механічного відділу заводу «Більшовик». Консультував роботи оптотехнічної тематики в науково-дослідних інститутах: Електрофізичному (ЛЕФІ) — від 1932 до 1933 року, в Інституті телебачення (нині ФДУП «НІІТ») — від 1935 до 1937 року.
1 лютого 1933 року О. І. Тудоровського обрано членом-кореспондентом АН СРСР по відділенню математичних і природничих наук. 25 листопада 1934 президія АН СРСР присудила йому вчений ступінь доктора фізико-математичних наук. У роки Німецько-радянської війни працював у евакуйованому в місто Йошкар-Ола ДОІ, керував роботами обчислювального відділу з розрахунків оптичних систем оборонного призначення. У повоєнний час, до 1961 року, продовжував працювати в ДОІ, очолював оптотехнічний відділ. Протягом багатьох років був членом редакційних колегій «Журналу технічної фізики» і «Оптико-механічна промисловість», очолював Державну екзаменаційну комісію ЛІТМО.
Помер 25 вересня 1963 року в Ленінграді.

## Наукова діяльність
Перші наукові роботи О. І. Тудоровського в створеному ним обчислювальному бюро полягали в розрахунку оптики стандартних шестикратних біноклів і геодезичних труб стосовно до трьох зразків оптичного скла, отриманих у скляному відділенні Порцелянового заводу. Він відмовився від конструктивного методу школи Е. Аббе, що полягав у поступовому поліпшенні розроблених раніше систем досвідченими фахівцями, оскільки в Росії того часу лише кілька людей володіли найпростішими методами розрахунку (О. М. Крилов, В. С. Ігнатовський, О. Л. Гершун та ін.). О. І. Тудоровський дотримувався аналітичного напрямку, за якого оптику середньої складності розраховували, виходячи з теорії аберацій 3-го порядку, для чого виявилося достатньо хорошої математичної підготовки співробітників.
Після переведення обчислювального бюро і оптотехнічної лабораторії в ДОІ, під керівництвом О. І. Тудоровського розраховували за завданнями оптико-механічної промисловості все складніші оптичні системи — телескопічні зі змінним збільшенням, об'єктиви для перших радянських фотоапаратів і мікроскопів, далекоміри, перископи, стереотруби, прожекторну і маякову оптику. В оптотехнічній лабораторії, крім ретельного вивчення зарубіжних зразків, що було необхідно за практичної відсутності вітчизняного досвіду, розроблялися методи і прилади для контролю й випробувань створюваних оптичних систем. Накопичений досвід дозволив О. І. Тудоровському скласти загальносоюзні керівні документи − технічні умови і вимоги до оптичних приладів (1929) і аерофотооб'єктивів (1931). 1932 року вийшла його перша монографія з теорії оптичних приладів. Підсумки роботи, своєї і співробітників очолюваних ним бюро і лабораторії, за перші 15 років ДОІ О. І. Тудоровський виклав у збірнику статей, присвяченому цій даті. 1937 року він опублікував аналіз стану вітчизняних досліджень у галузі мікро- і фотооптики, виконаних переважно в ДОІ.
О. І. Тудоровський мав різнобічні наукові інтереси, володів не тільки багатьма розділами теоретичної та прикладної оптики — світлотехнікою, фотометрією, колориметрією, а й іншими розділами фізики. 1933 року надруковано його капітальний курс «Електрика і магнетизм». О. І. Тудоровський правильно оцінив і успішно застосував векторні методи для розрахунку складних дзеркальних і призмових систем. Його теоретичні дослідження щодо подання основних законів геометричної оптики у векторній і матричній формі покладено в основу подальших розрахунків оптичних систем. Плідними виявилися й пізніші роботи О. І. Тудоровського з розподілу освітленості в площині зображення фотографічного об'єктива, про залежність аберацій від положення предмета і зіниці, з дослідження контрасту в зображенні міри.
У період роботи ДОІ в Йошкар-Олі О. І. Тудоровський розрахував низку об'єктивів для розвідувальних панорамних фотоапаратів та іншої військової оптики. Виготовлена в ДОІ техніка використовувалася, зокрема, для фотозйомки переднього краю противника на Ленінградському і Волховському фронтах. У повоєнний час продовжував активну наукову діяльність. Свій багаторічний досвід він узагальнив у фундаментальній двотомній монографії з теорії та розрахунків оптичних приладів, яка надовго стала основним посібником фахівців з інструментальної оптики.
Останні роботи О. І. Тудоровський виконав, коли йому було вже за вісімдесят. Він розрахував оптичну систему з 4-х плоских дзеркал, вивів векторні формули, що визначають дію дифракційної ґратки не тільки на промені, що лежать у площині, перпендикулярній до ґратки і напрямку штрихів, що було відомо раніше, але й на промені, що лежать у довільній площині. Ці формули покладено в основу програми для розрахунку ходу променів у спектральних приладах із ґратками. 1959 року він опублікував розрахунок оригінального об'єктива з фазовою ґраткою.
Величезною заслугою О. І. Тудоровського було створення школи оптиків-обчислювачів і оптотехніків, до якої належали визначні фахівці Є. Г. Яхонтов, Г. Г. Слюсарев, Є. М. Царевський, Д. С. Волосов, Д. Ю. Гальперн, Є. Ф. Юдін та інші.
Численні праці його учнів і послідовників опубліковано в тематичних збірниках праць ДОІ та інших виданнях.

## Особистість
О. І. Тудоровський був виключно зібраною і цілеспрямованою людиною, організованим і самодисциплінованим. Його науково-літературній діяльності були характерні гранична ясність викладу і строгість доведень. Ці ж риси він повсякденно виховував у своїх найближчих співробітників, був для них зразком наукової принциповості і безкомпромісності. Разом з тим він ніколи не обмежував їхньої творчої ініціативи в постановці робіт і виборі тематики досліджень.

## Нагороди та премії
- Три ордени Леніна (15.12.1943; 10.06.1945; 1953).
- Орден Трудового Червоного Прапора (27.10.1945).
- Орден «Знак Пошани» (1939).
- Сталінська премія третього ступеня (1942) — за розрахунок і розробку конструкції нових типів фотографічних об'єктивів для авіації.
- Сталінська премія третього ступеня (1946) — за розробку конструкцій і розрахунок нових типів аерофотооб'єктивів, що дали значне підвищення ефективності аерофоторозвідки.
- Заслужений діяч науки і техніки РРФСР[ru] (1956).

## Сім'я
- Тудоровська Олена Олександрівна[ru] — дочка
- Аловерт Ніна Миколаївна — онука